# Sân bay Djangou
Sân bay Djangou (ICAO: DXDP) là một sân bay ở Dapaong, vùng Savanes, Togo.

## Vị trí và cơ sở vật chất
Sân bay nằm trên độ cao 919 ft (280 m) so với mực nước biển và có một đường băng dài 1200 m.